# (1114) Lorraine
(1114) Lorraine ist ein Asteroid des Hauptgürtels, der am 17. November 1928 vom französischen Astronomen Alexandre Schaumasse in Nizza entdeckt wurde.
Der Asteroid ist nach der historischen französischen Region Lothringen benannt.